# Милино (Північна Македонія)
Ми́лино (мак. Милино) — село у Північній Македонії, у складі общини Лозово Вардарського регіону.
Населення — 334 особи (перепис 2002) в 89 господарствах.